# Monique Gabriela Curnen
Pour les articles homonymes, voir Curren.
Monique Gabriela Curnen plus connue sous le nom de scène Monique Curnen parfois orthographié Monique Curren est une actrice américaine, née le 7 septembre 1970

## Biographie
Née d'un père d'origine allemande et irlandaise et d'une mère originaire de Porto Rico, elle a grandi avec ses trois frère à Boston et à Framingham (Massachusetts).
Elle fréquente la Framingham South High School, où elle est présidente du club de théâtre et joue dans Little Shop des horreurs en 1987.
Diplômée de Framingham Sud en 1988 elle se rend à Williams College. Après le collège, elle déménage à New York et commence à prendre des cours de théâtre et à aller à des auditions.

### Carrière
Elle est apparue dans plusieurs films, dont Bollywood Calling en (2001), Half Nelson en (2006) et The Dark Knight : Le Chevalier noir en (2008) de Christopher Nolan, où elle joue l'officier / détective Anna Ramirez.
Elle apparait également dans de nombreuses séries télévisées, y compris Dexter (dans l'épisode Amour American Style en 2006), Dr House (dans l'épisode Mauvaises Décisions en 2007) et New York Unité Spéciale (dans l'épisode Quickie en 2010). Elle a joué le détective Allison Beaumont en 2009
Elle est aussi apparue dans la finale de la saison 2 de Lie to Me (Black and White en 2010) en tant que détective Sharon Wallowski, et a continué à jouer dans la saison 3 dans un rôle majeur récurrent.

## Filmographie

### Comme actrice
Sauf Mention contraire cette filmographie vient du site IMDb
- 2001 : Bollywood Calling : Karen[6]
- 2001 : Kate et Léopold : Monica Martinez[6]
- 2004 : Maria, pleine de grâce : Réceptionniste
- 2004 : Poster Boy : Femme Reporter[6]
- 2006 : Half Nelson de Ryan Fleck : Isabel[6]
- 2006 : La Jeune Fille de l'eau (Lady in the Water) : Perez de la Torre Sister #4[6]
- 2006 : Bernard et Doris (téléfilm) (diffusé en 2007.) : Paloma[6]
- 2008 : Che : Secretaire (dans la 1re Partie)[6]
- 2008 : The Dark Knight : Officier Anna Ramirez
- 2009 : Fast and Furious 4 : Agent du FBI[6]
- 2011 : Contagion : Lorraine Vasquez[6]

### Série TV
- 2006 : Dexter : Yelina[6]
- 2006 : Shark : Claudia Reyes[6]
- 2007 : Dr House : Lupe[6]
- 2007 : The Unit : Sergent : Rosas[6]
- 2007 : Journeyman : Nicole Gaines[6]
- 2007 : FBI : Portés disparus : Arona Santa Cruz[6]
- 2008 : Urgences : Nurse Blanca[6]
- 2009 : Les Experts : Miami : Danielle Hansen[6]
- 2009 : The Unusuals : Détective Allison Beaumont
- 2010 : New York, unité spéciale (saison 11, épisode 11) : avocate Owens
- 2010 : Lie to Me : Détective Sharon Wallowski (saison 3)[6]
- 2010 : Sons of Anarchy : Amelia Dominguez (Saison 3)[6]
- 2011 : Les Experts (CSI: Crime Scene Investigation) : Xiomara Garcia[6]
- 2012 : Mentalist (Saison 5) : Tamsin Wade[6]
- 2014 : Person of Interest : Leçon de séduction  (saison 4 épisode 3)  : Capitaine Moreno
- 2015 : Elementary  (saison 4) : Détective Gina Cortes
- 2018-2020 : Power  : Agent Blanca Rodriguez
- 2020 : Away : Melissa Ramirez
- 2020 : Power Book II: Ghost : Agent Blanca Rodriguez
- 2020 : Lincoln : À la poursuite du Bone Collector : Tic Tac Boom (Requiem)  (saison 1 épisode 7)  : Linda Vaughn
- 2022 : Power Book IV: Force : Agent Blanca Rodriguez

## Jeux vidéo
- 2005 : True Crime: New York City : Dispatcher (voix originale)[6]

## Doublages francophones
France
Monique Curren n'a pas de voix française attitrée, plusieurs personnes l'ont doublée en français.
- Marjorie Frantz : 
  - Lie to Me : Inspecteur Sharon Wallowski
  - Mentalist
  - Taken : Vlasik
- Hélène Chanson : The Dark Knight : Le Chevalier noir : Officier Anna Ramirez
- Laurence Dourlens : Dr House : Lupe